# Маршалки Буковинського сейму

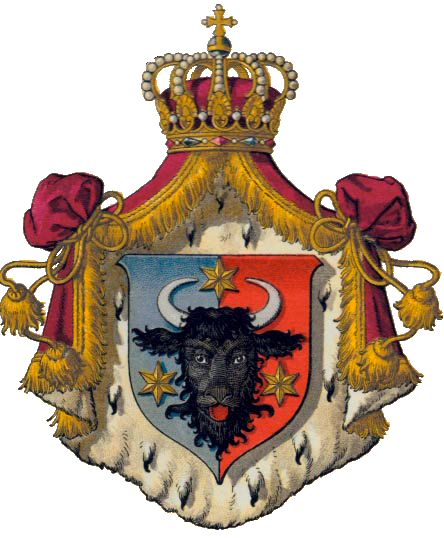
Герб герцогства Буковина

Прапор герцогства Буковина

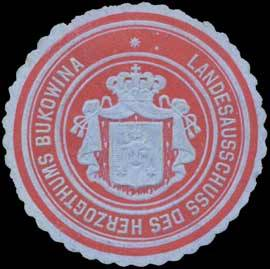
Печатка Буковинського крайового сейму

Буковинський сейм як представницький орган у Герцогстві Буковина вперше зібрався 1861 року. Працював до 1918 року.
Буковинський крайовий сейм очолював Маршалок (нім. Landeshauptmann). За час існування органу маршалками були семеро послів сейму:
- Митрополит Євгеній (Гакман) (нім. Eugen Hakmann) — (1861—1862)[1].
- Барон Євдоксій Гурмузакі (нім. Eudoxius Freiherr von Hormuzaki) — (1862—1870).
- Барон Олександр Василько Серетський (нім. Freiherr Alexander Wassilko von Serecki) — (1870—1871).
- Барон Євдоксій Гурмузакі (нім. Eudoxius Freiherr von Hormuzaki) — (1871—1874).
- Барон Антон Кохановський зі Ставчан (нім. Anton Kochanowski Freiherr von Stawczan) — (1874—1884)[2].
- Барон Олександр Василько Серетський (нім. Freiherr Alexander Wassilko von Serecki) — (1884—1892).
- Іван Лупул (нім. Johann von Lupul) — (1892—1904).
- Граф Георгій Василько фон Серетський (нім. Graf Georg Wassilko von Serecki) — (1904—1911).
- Барон Александр фон Гурмузакі (нім. Alexander Freiherr von Hormuzaki) — (1911—1918).

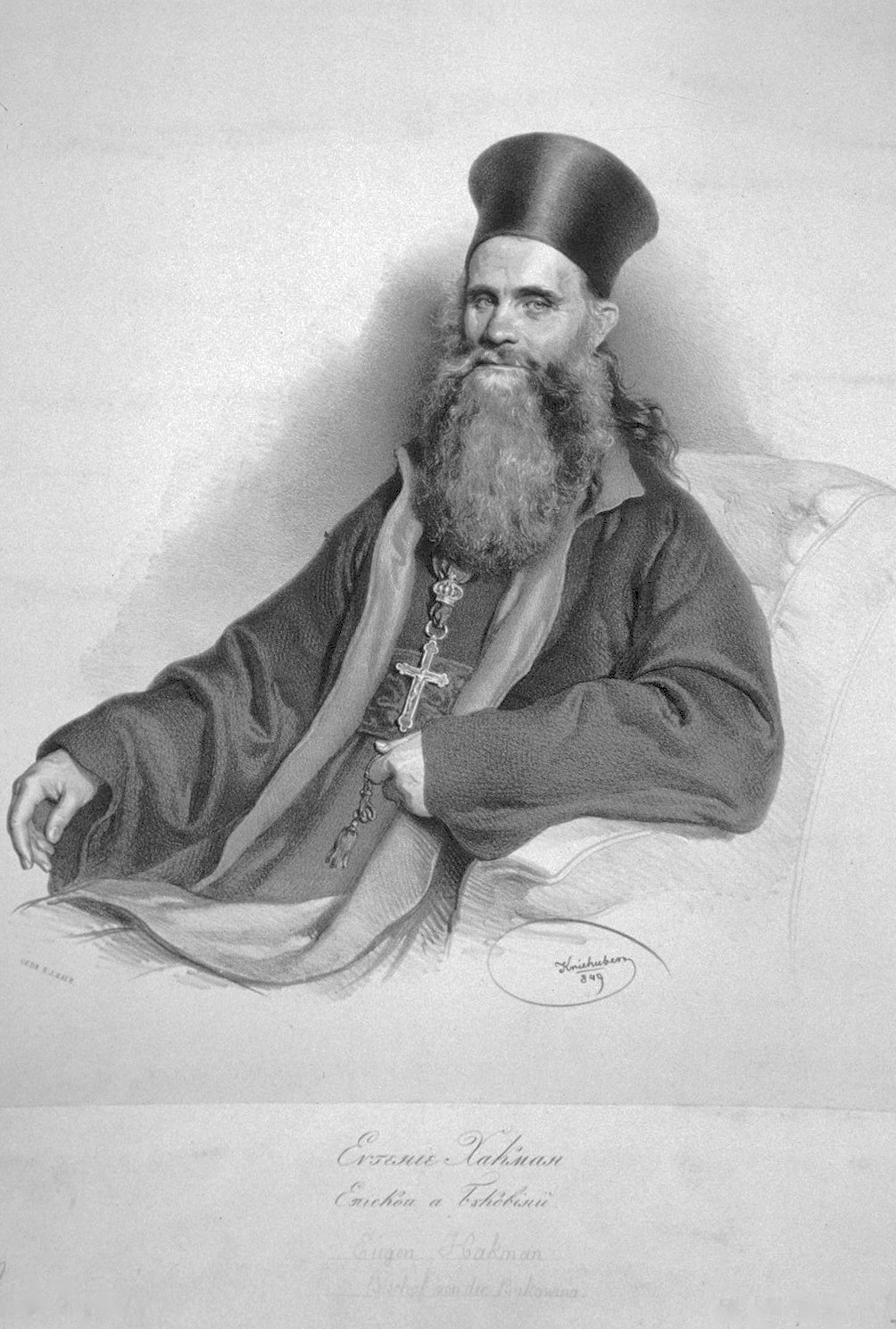
Владика Євген Гакман
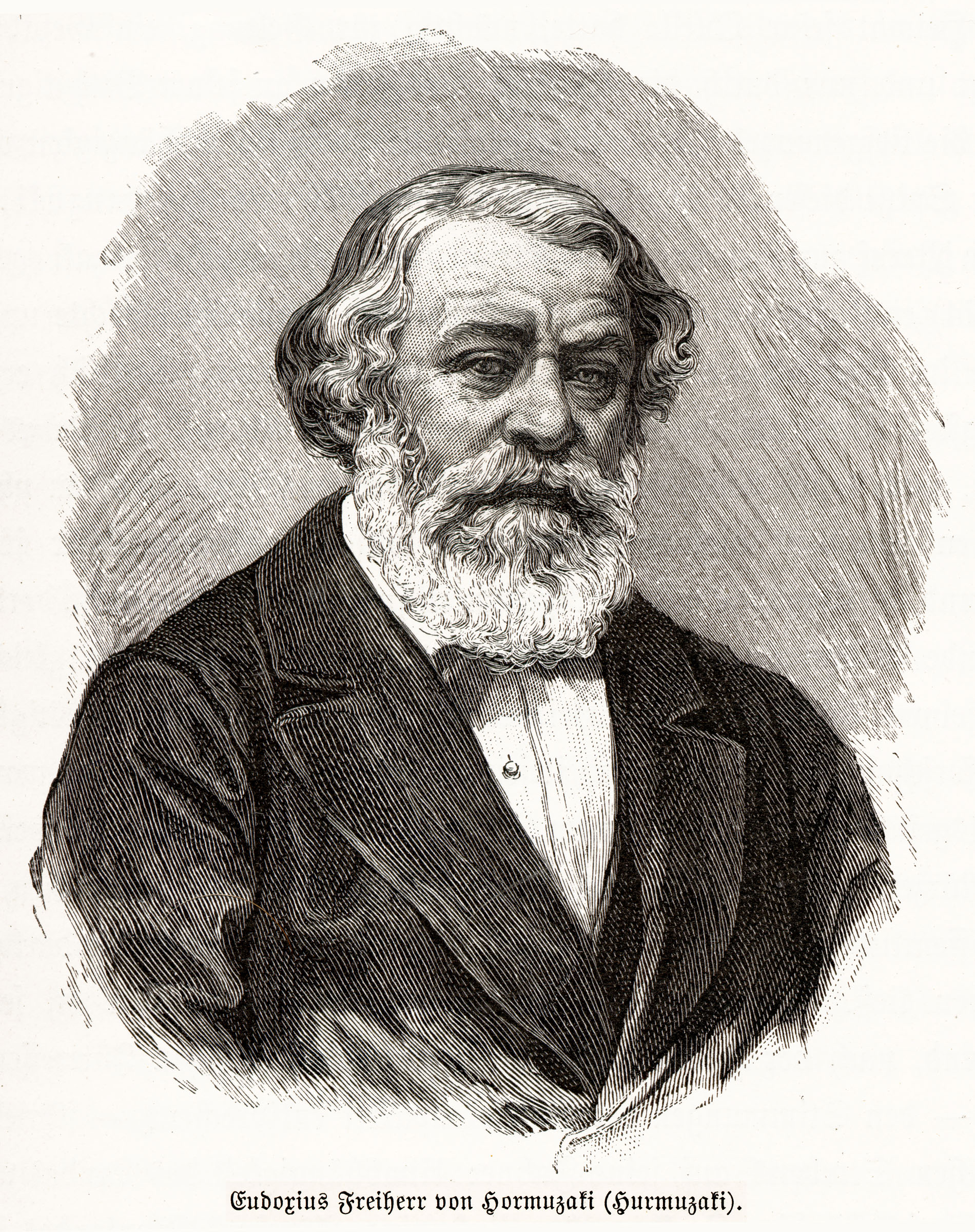
Барон Євдоксій Гурмузакі
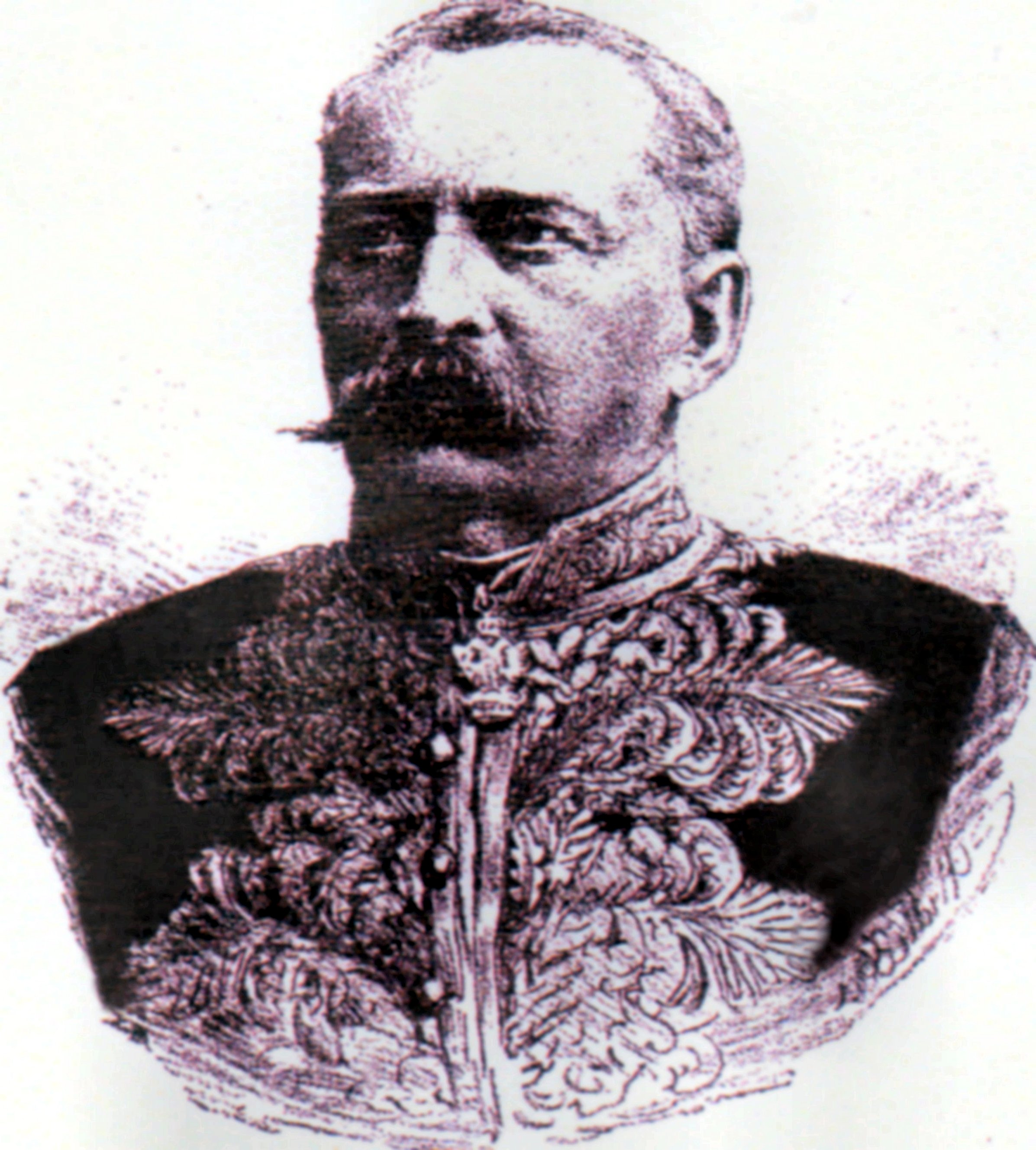
Барон Олександр Василько Серетський

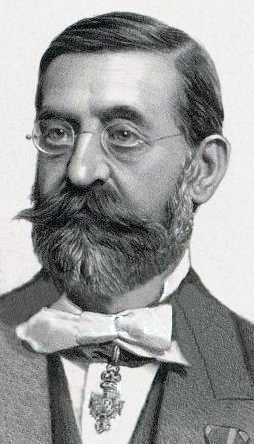
Барон Антон Кохановський зі Ставчан
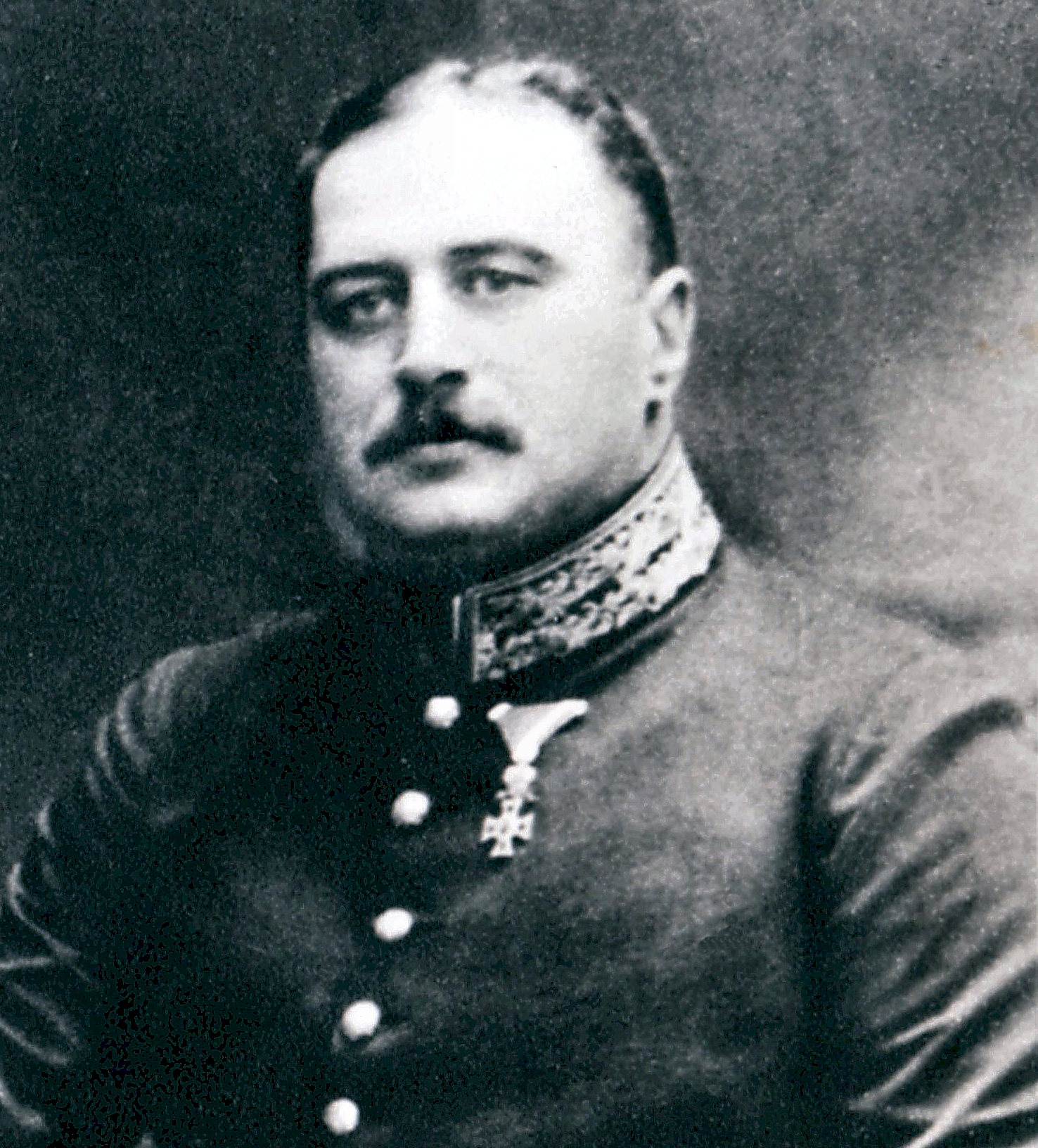
Граф Георгій Василько Серетський
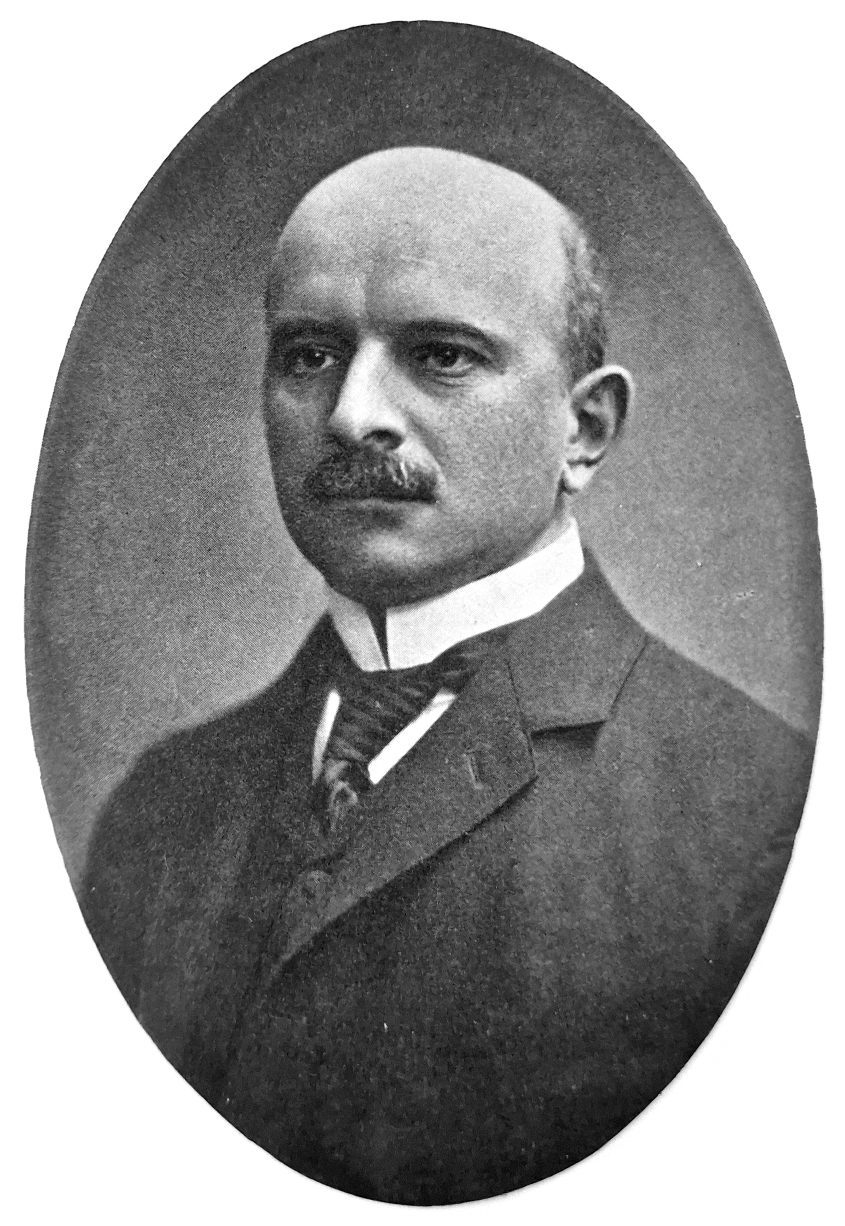
Барон Олександр Гурмузакі